# Макги, Вонетта
Воне́тта Ло́уренс Макги́ (англ. Vonetta Lawrence McGee, 14 января 1945, Сан-Франциско — 9 июля 2010, Беркли) — американская актриса. Наиболее известна по фильмам 1970-х годов в жанре блэксплотейшн, таких как «Кувалда», «Мелинда», «Блакула» и «Шафт в Африке».

## Ранняя жизнь и образование
Вонетта Макги родилась в Сан-Франциско, Калифорния в семье Лоуренса e Макги и его жены Альмы Макги (урожд. Скотт). Макги окончила Политехническую среднюю школу Сан-Франциско в 1962 году, а затем поступила в Университет штата Калифорния в Сан-Франциско и стала принимать участие в театральных группах на территории кампуса.

## Карьера
Макги получила свою первую роль в 1968 году; она сыграла вместе с Жаном-Луи Трентиньяном и Клаусом Кински в фильме Серджо Корбуччи в жанре спагетти-вестерн «Молчун». В том же году она сыграла заглавную роль в итальянском фильме «Фаустина». Позднее увеличила свою известность ролями в фильмах 1972 года в жанре блэксплотейшн — «Кувалда» и «Мелинда». В экшен-триллере «Шафт в Африке» (1973) Макги исполнила роль Алемы, дочери эмира, которая учит Джона Шафта (Ричард Раундтри) африканскому языку. В 1974 году Макги появилась в роли Томасины в вестерне «Томасина и Бушрод»; роль Бушрода исполнил Макс Жюльен. Этот фильм был задуман как аналог фильма 1967 года «Бонни и Клайд». В следующем году она снялась вместе с Клинтом Иствудом в экшен-триллере «Санкция на пике Эйгера» (1975). Она появилась в эпизоде сериала «Старски и Хатч» под названием «Black and Blue» в 1979 году.

## Личная жизнь и смерть
Макги жила с актёром Максом Жюльеном с 1974 по 1977 год. Она вышла замуж за актёра Карл Ламбли в 1987 году. У супругов был сын Брэндон Ламбли, рождённый в 1988 году. Макги умерла от остановки сердца 9 июля 2010 года в возрасте 65 лет.

## Фильмография
| Год  |   | Русское название               | Оригинальное название                         | Роль                        |
| ---- | - | ------------------------------ | --------------------------------------------- | --------------------------- |
| 1968 | ф | Молчун                         | Il grande silenzio                            | Полин Миддлтон              |
| 1968 | ф | Фаустина                       | Faustina                                      | Фаустина Чеккарелли         |
| 1969 | ф | Потерянный человек             | The Lost Man                                  | Диана Лоуренс               |
| 1970 | ф | Письмо из Кремля               | The Kremlin Letter                            | Негритянка                  |
| 1972 | ф | Распятые девушки из Сан-Рамона | Io monaca… per tre carogne e sette peccatrici | Нада                        |
| 1972 | ф | Мелинда                        | Melinda                                       | Одри Миллер / Мелинда Льюис |
| 1972 | ф | Блакула                        | Blacula                                       | Тина Уильямс / Лува         |
| 1972 | ф | Кувалда                        | Hammer                                        | Лоис                        |
| 1973 | ф | Записи Норлисса                | The Norliss Tapes                             | мадемуазель Джекиль         |
| 1973 | ф | Шафт в Африке                  | Shaft in Africa                               | Алема                       |
| 1973 | ф | Детройт 9000                   | Detroit 9000                                  | Роби Харрис                 |
| 1974 | ф | Томасина и Бушрод              | Thomasine & Bushrod                           | Томасина                    |
| 1975 | ф | Санкция на пике Эйгера         | The Eiger Sanction                            | Джемайма Браун              |
| 1977 | ф | Братья                         | Brothers                                      | Пола Джонс                  |
| 1977 | ф | Операция «Летучая мышь»        | 狐蝠 / Foxbat                                 | Тони Хилл                   |
| 1978 | ф | Суперздание                    | Superdome                                     | Санни                       |
| 1984 | ф | Конфискатор                    | Repo Man                                      | Марлен                      |
| 1990 | ф | Заснуть во гневе               | To Sleep with Anger                           | Пэт                         |
| 2007 | ф | Чёрный август                  | Black August                                  | Джорджия Джексон            |